# No. 485 Squadron RNZAF
Le No. 485 (NZ) Squadron est un squadron de chasse créé pour servir pendant la Seconde Guerre mondiale. Il faisait partie de la Royal Air Force, mais une part importante de son personnel provenait de la RNZAF néo-zélandaise.